# みみめめMIMI
みみめめMIMI（みみめめミミ）は、日本の音楽ユニット。所属事務所およびレコード会社はA-Sketch。ユニット名は視聴覚に訴える作品をつくっていきたい、耳と目に届いてほしいという願いのもと考えられ「耳・目・目・耳」から。

## 概要
ユカとちゃもーいの2人が大学在籍中に知り合い、タイアップアニメの話をもらってから結成された経緯をもつ。アートワークやミュージックビデオに登場するキャラクターは、ちゃもーいオリジナルキャラクターのMIMIである。同キャラクターはユカのピアノを弾く様子を基にちゃもーいが考案したという。PVは2.5Dが制作している。
2014年6月に赤坂BLITZにて初のワンマンライブが開催されることになった。同ライブではユカ曰く「遊園地に行ったような気分」になる「みみめめLAND」をコンセプトとしている。
2013年8月のメジャーデビューシングルリリースから一貫して、放送、雑誌、インターネットなどのメディアに一切顔出しないスタンスをとっていたが、2014年6月の初ライブ開催を機にボーカルのユカが声優のタカオユキであることを明らかにした。これまでもタカオが出演するアニメの主題歌を担当し、タカオがみみめめMIMIのリリースイベントに参加するなど両者は密着した関係にあった。
2016年12月、2017年1月から放送のテレビアニメ『AKIBA'S TRIP -THE ANIMATION-』のEDコンピレーションプロジェクトに参加することが発表され、ヴォーカルのタカオユキ自身も準レギュラーとして出演した。2017年3月22日に新曲「リライミライ」（テレビアニメ『AKIBA'S TRIP -THE ANIMATION-』第2話エンディング・テーマ）が収録されたコンピレーション・アルバム『AKIBA'S COLLECTION』がリリース。5月には同アルバムの発売記念ライブイベント『AKIBA'S FESTIVAL』に出演予定。
2017年7月18日、同年9月9日に開催予定のライブ『みみめめMIMI LIVE2017～Bon! Voyage!～』をもって解散、タカオユキは芸能界を引退することが発表された。

## メンバー
タカオユキ（作詞曲名義：ユカ）
ボーカル、作詞、作曲を担当。女性シンガーソングライター。みみめめMIMIのデビュー前はシンガーソングライターとしてデビューを夢見ていた。
2017年2月に茜屋日海夏（i☆Ris）と新ユニット「POLKA DOTS」（ポルカドッツ）の結成を発表。
ちゃもーい
イラストレーションを担当。女性イラストレーター。ポップ、キュート、カラフルなデジタルイラストを作り出す。名前の由来は鳴き声が「チャモーイ」と叫ぶポケモンからとったという。

## ディスコグラフィ

### シングル
| 枚   | 発売日         | タイトル               | 規格品番                                              | 規格品番                                              | 最高位 |
| 枚   | 発売日         | タイトル               | 初回盤                                                | 通常盤                                                | 最高位 |
| ---- | -------------- | ---------------------- | ----------------------------------------------------- | ----------------------------------------------------- | ------ |
| 1st  | 2013年8月14日  | センチメンタルラブ     | AZZS-17                                               | AZCS-2028                                             | 39位   |
| 2nd  | 2014年1月6日   | 瞬間リアリティ         | AZZS-19                                               | AZCS-2030                                             | 54位   |
| 3rd  | 2014年5月28日  | サヨナラ嘘ツキ         | AZZS-23                                               | AZCS-2035                                             | 46位   |
| 4th  | 2015年6月10日  | CANDY MAGIC            | AZCS-2044（タカオユキ盤） AZCS-2045（みみめめMIMI盤） | AZCS-2044（タカオユキ盤） AZCS-2045（みみめめMIMI盤） | 28位   |
| 5th  | 2015年11月17日 | 天手古舞               | AZNT-13（Amazon.co.jp限定盤） AZNT-14（会場限定盤）   | AZNT-13（Amazon.co.jp限定盤） AZNT-14（会場限定盤）   |        |
| 配信 | 2016年1月29日  | チャチャチャ           |                                                       |                                                       |        |
| 配信 | 2016年2月3日   | チョコレート革命       |                                                       |                                                       |        |
| 8th  | 2016年8月17日  | 晴レ晴レファンファーレ | AZZS-49（初回盤） AZNT-30（会場限定盤）               | AZCS-2054                                             | 37位   |

### アルバム
| 枚     | 発売日         | タイトル                                 | 規格品番 | 規格品番  | 最高位 |
| 枚     | 発売日         | タイトル                                 | 初回盤   | 通常盤    | 最高位 |
| ------ | -------------- | ---------------------------------------- | -------- | --------- | ------ |
| 1st    | 2014年8月13日  | 迷宮センチメンタル                       | AZZS-26  | AZCS-1033 | 37位   |
| 2nd    | 2016年10月12日 | きみのヒロインになりたくて               | AZZS-51  | AZCS-1059 | 27位   |
| ベスト | 2017年9月13日  | みみめめMIMI BEST ALBUM 〜Bon! Voyage!〜 |          | AZCS-1068 | 43位   |

### 楽曲提供
- 清澄高校麻雀部「きみにワルツ」（作詞・作曲、ユカ（みみめめMIMI）名義、2017年2月1日）　
  - ドラマ＆映画「咲-Saki-」オープニングテーマ
- 阿知賀女子学院麻雀部「笑顔ノ花」（作詞・作曲、ユカ名義、2018年1月17日）
  - ドラマ＆映画「咲-Saki-阿知賀編 episode of side-A」オープニングテーマ
  - タカオユキの引退後にリリースされた。前作「咲-Saki-」と同じ製作陣・スタッフという趣旨に共鳴したタカオユキが、引退前に書き下ろした楽曲[16]。
- étailes「ぼくらの愛SHOW TIME」（作詞・作曲、タカオユキ名義、2019年8月12日[17][18]）

### 参加作品
- Twilight Ocean シャリーのアトリエ〜黄昏の海の錬金術士〜ボーカルアルバム（2014年7月16日）
  - SAY-YOU
- AKIBA'S COLLECTION（2017年3月22日）
  - リライミライ

### タイアップ
| 楽曲                   | タイアップ                                                                                           | 時期   |
| ---------------------- | --- | ------ |
| センチメンタルラブ     | テレビアニメ『君のいる町』オープニングテーマ                                                         | 2013年 |
| Am I Ready?            | テレビアニメ『君のいる町』挿入歌                                                                     | 2013年 |
| Mr.Darling             | テレビアニメ『君のいる町』イメージソング・挿入歌                                                     | 2013年 |
| 瞬間リアリティ         | 映画『白魔女学園』主題歌                                                                             | 2013年 |
| サヨナラ嘘ツキ         | テレビアニメ『ブレイドアンドソウル』オープニングテーマ                                               | 2014年 |
| ミッディ               | テレビ『リスアニ! TV 3rd Season』オープニングテーマ                                                  | 2014年 |
| SAY-YOU                | PS3ゲーム『シャリーのアトリエ 〜黄昏の海の錬金術士〜』スペシャルイベントテーマ                       | 2014年 |
| 兎ナミダ               | PS Vitaゲーム『せかい☆セイフク 〜COSTUME FES.』イメージソング                                        | 2014年 |
| お絵描き               | スマートフォンゲーム『スクールファンファーレ』イメージソング                                         | 2014年 |
| CANDY MAGIC            | テレビアニメ『山田くんと7人の魔女』エンディングテーマ                                                | 2015年 |
| 天手古舞               | テレビアニメ アニサン劇場 『姉ログ 靄子姉さんの止まらないモノローグ』『ノゾ×キミ』オープニングテーマ | 2015年 |
| 相対性レプリカ         | ゲーム「LAST OF TITAN」テーマソング                                                                  | 2015年 |
| チャチャチャ           | テレビアニメ『きょーふ!ゾンビ猫』テーマソング                                                        | 2016年 |
| 晴レ晴レファンファーレ | テレビアニメ『甘々と稲妻』オープニングテーマ                                                         | 2016年 |
| 1メートル              | ゲーム「魔法の女子高生」エンディングテーマ                                                           | 2016年 |
| たからもの             | dTVムービーコミック「花にけだもの」挿入歌                                                            | 2016年 |
| リライミライ           | テレビアニメ『AKIBA'S TRIP -THE ANIMATION-』第2話エンディングテーマ                                  | 2017年 |

## ミュージックビデオ
| 監督     | 曲名                                            |
| 東市篤憲 | 「CANDY MAGIC」                                 |
| MRKM     | 「Mr.Darling」「サヨナラ嘘ツキ（MEME Editon）」 |
| murakumo | 「センチメンタルラブ」「瞬間リアリティ」        |
| 不明     | 「ミッディ」「天手古舞」                        |

## ライブ・イベント

### ワンマンライブ
自主企画イベント「視聴覚アカデミー」
- リスペクトするアーティストを招いて「耳と目に刺激を与えること」をコンセプトにした対バンイベント
- MIMIの日として3月3日に行うことが多い

| 日程           | タイトル                               | 出演者   | 公演日・会場              | コラボ曲 |
| -------------- | -------------------------------------- | -------- | ------------------------- | --- |
| 2014年12月10日 | 視聴覚アカデミーVol.1                  | i☆Ris    | 東京都 原宿アストロホール | きただにひろし「ウィーアー！」（アニメ「ONE PIECE」主題歌）                                                         |
| 2015年3月3日   | 視聴覚アカデミーVol.2                  | プラニメ | 東京都 原宿アストロホール | チャットモンチー「シャングリラ」（アニメ「働きマン」エンディングテーマ）                                            |
| 2015年9月21日  | 視聴覚アカデミーVol.3                  | 分島花音 | 東京都 代官山UNIT         | UNISON SQUARE GARDEN「シュガーソングとビターステップ」（アニメ「血界戦線」エンディングテーマ）                      |
| 2016年3月3日   | 視聴覚アカデミー～地元だョ！全員集合～ |          | 兵庫県 神戸VARIT.         | ※みみめめMIMIワンマンのためなし                                                                                     |
| 2016年4月3日   | 視聴覚アカデミーVol.4                  | fhána    | 東京都 渋谷WWW            | UNISON SQUARE GARDEN「桜のあと(all quartets lead to the?)」（アニメ「夜桜四重奏～ハナノウタ～」オープニングテーマ） |
| 2017年3月3日   | 視聴覚アカデミーVol.5                  | 牧野由依 | 東京都 原宿アストロホール | |

### 出演イベント
- 2014年09月28日 - もしもしにっぽんFestival 2014
- 2014年11月21日 - TOWER RECORDS 35th Anniversary Live! EBISU 6DAYS DAY.5 ～アニ☆ソン!NO ANIME, NO LIFE.～
- 2014年02月28日 - ANIMAX MUSIX 2015 OSAKA
- 2015年03月28日 - リスアニ!CIRCUIT Vol.06
- 2015年05月31日 - @JAM 2015
- 2015年07月12日 - 音霊 OTODAMA SEA STUDIO 2015「だから海って特別な場所なのかな2015'」
- 2015年08月01日 - TOKYO IDOL FESTIVAL 2015
- 2015年08月16日 - FUKUOKA GIRLS ATTACK!! ver.2
- 2015年08月29日 - @JAM EXPO 2015
- 2015年11月18日 - アニナニ!?
- 2015年12月05日 - LiVE GiRLPOP Vol.5 ～Emotion～
- 2016年02月10日 - 第67回さっぽろ雪まつり（一部はFM NORTH WAVEの「NEW CHITOSE AIRPORT 北海道ショールーム presents SKY STREET」[25] にて生中継された。）[26]
- 2016年9月13日 - アイキャラFes vol.1

- 2017年05月20日 - AKIBA'S FESTIVAL